# 香港大學學生會校園電視
香港大學學生會校園電視（Campus TV, HKUSU） 是香港大學學生會中唯一的影音傳媒，於香港大學學生會中肩負第四權的重任，監察學生會及校方之運作，一名主席及三名副主席均由全民投票選出，其餘各部門的總監及幹事會成員則由評議會任命。自1989年成立以來，校園電視一直以「傳遞訊息，拉近距離」為宗旨，履行著校園傳媒的責任，並分成三個部門運作，分別為廣告部、綜合製作部及新聞部，製作內容覆蓋校園資訊至社會議題，為全體學生會會員傳遞最新及最準確的資訊。

## 歷史
1989年6月，一群港大學生遠赴北京，拍攝下當年六四的情況，並將片段放在學生會大樓內播放，此舉引來很多學生的注意，反應熱烈，反映出影音媒體能更有感染力和直接地傳遞訊息，在這個歷史背景下，校園電視誕生了，並於同年11月13日正式成立，隸屬於香港大學學生會幹事會下的其中一個常設工作小組。
1995年，香港大學遴選校長，學生會被指私下與校長協議不透露校長候選人名單，此舉引起部分學生不滿，惟校園電視報道了兩位候選人的身分，令外間揣測資料外泄的源頭。校園電視和學生會幹事會之間出現嚴重分歧，亦令校園電視幹事會重新審視於學生會內的存在模式及身為校內傳媒的編輯自主權，最後透過於1996年1月11及12日舉行的校內全民投票，正式通過校園電視成為獨立於學生會幹事會的組織。
2005年，校園電視發展出一套嶄新的數碼播放系統，以電腦代替錄影機作為播放媒體，同時保留當時仍可運作的線路，幹事可自由控制不同位置的播放站內容、更改節目播放次序等，此舉大大提高了節目播放的靈活性及改善原有系統的功能。
2007年，校園電視之YouTube頻道正式成立，播放渠道不再局限於校內播放站，影片更會上載於互聯網，擴展接觸面和觀眾群。
2011年，校園電視放棄香港大學學生會評議會中的投票權，並於翌年公投通過相關議案。
2013年，校園電視成功爭取學生會發展基金，用以更新已老化多年的校內播放站，校內播放點數量由原來的五台增加至十七台，分佈於本部校園、百周年校園、李嘉誠醫學院及菲臘牙科醫院。
2014年，4月1日，校園電視製作了一段名為《港大學生- 致太陽花學運》的短片，為台灣學生打氣，於網上廣泛流傳，並獲著名民運領袖王丹、黑色島國青年陣線、香港獨立媒體網等於網上轉載，亦有坊間傳媒報道。
5月26日，校園電視上載了由早期之幹事會成員於1997年6月4日拍攝港大生將「國殤之柱」運到港大黃克競樓平台擺放的過程，以提高學生和港人對六四事件的關注，獲坊間傳媒報道。同期亦有不少有關六四事件的短片，包括96年太古橋太古橋悼念六四屠城標語討論會報道、《自由花》MV重製版本等。

## 重要作品
2014年，新聞部總監林子穎編導，以雨傘革命為題材的紀錄短片《旺角黑夜》，於十一月獲邀在德國柏林Loft46 畫廊舉行Hong Kong Social Movement Film Festival - Hong Kong Calling 放映會中播放，2015年5月亦入選台灣城市遊牧影展 - 雨傘運動短片輯中放映，製作團隊更獲邀到台北分享拍攝經驗和感受。
2018年，兩位時任幹事推出科幻動作短片《校園電視俠》，反思校園電視對同學、港大、以至香港的定位。片中使用大量地下拍攝方式與平衡敍事手法，向觀眾呈現校園電視在綜合製作的可塑性。導演曾在公開場合表示有意開拍《校園電視俠 2》，初步劇本亦已準備就緒，有待時任幹事與他聯絡。惟至2021年，仍然沒有任何幹事與他聯絡。

## 人物
出身校園電視的知名人士有：
- 霍偉棟：香港大學電子學習發展實驗室總監、香港大學工程學院助理院長(外務及知識交流)
- 李紫昕：香港兒歌歌手
- 史可為：記者，曾任《東方日報》及《亞洲電視》記者，於2011年報導利比亞內戰時被卡達菲的部隊圍困首都黎波里內的一間酒店。[14]
- 范因明：香港電台導演，作品有《愛回家之二人世界》、《那些年．那些歌》[15]、《火速救兵》[16]
- 賴勇衡：劇評、影評人，專欄見於AM730
- 陳啟業：香港菁英薈成員，社會評論見於 on.cc
- 林子穎：本地獨立紀錄片導演，作品有《旺角黑夜》、《未竟之路》、《地厚天高》

## 歷屆校園電視幹事
| 屆期 | 閣名     | 主席              | 內務副主席      | 外務副主席 | 網絡發展副主席 | 廣告部總監    | 綜合製作部總監       | 新聞部總監           | 創意總監/出版及宣傳秘書@ |
| 2021 | TENACITY | 江澤灝            | 譚海茵          | 容采怡     | 何彥彤         | 任衍穎        | -                    | -                    | -                        |
| 2020 | VERACITY | 游展鵬            | 鄧芷欣          | -          | 黃家毅         | -             | -                    | -                    | -                        |
| 2019 | ÉTOILE   | 杜正匡            | 李曉琳          | 蔣淑芬     | 陳穎亨         | -             | 陳啟恆               | -                    | -                        |
| 2018 | FOCI     | 梁展熙            | 馮政瑾          | 陳曉怡     | 楊溢佳         | -             | 廖翊名               | 羅霆鈞               | -                        |
| 2017 | LUNA     | 林巧彤            | 許天樂          | 邱粵烽     | 馮卓傑         | 董鎧霖        | 陳詠欣               | 吳銘欣               | 董鎧霖* 陳詠欣*          |
| 2016 | GLIM     | 黃穎軒            | 陳樂晴          | 梁天兒     | 冼志華         | 王新裕        | 張愷瑤               | 伍泯嬈               | 張愷瑤*                  |
| 2015 | SPEAR    | 丘明曜            | 潘家禮          | 李采霖     | 吳境培         | 梁哲欣 鄧詠恩 | 陳梓淘 池日忠 羅沁怡 | 麥穗盈 謝錦添        | 陳怡晶                   |
| 2014 | MUSE     | 王彥樂            | 李宥澄          | 伍穎騫     | 劉潤菁         | 羅肇鋒 曾旭昇 | 張愷情               | 麥靜汶 林子穎        | 劉潤菁*                  |
| 2013 | PRISM    | 莫嘉熙            | 陳祺馨          | 盧珈呈     | 潘宏亮         | 李嘉豪 吳嘉堯 | 區汶樂 鄒沐恩        | 梁懿晴 龍海茵        | 張嘉寶                   |
| 2012 | LUMOS    | 黃頌朗＊ 黃綺文＃ | 李子健＊ 黃頌朗 | 林凌志     | 李啟業         | 林嘉彥 李傑   | 李子健 梁穎晧        | 戴深藝 蔡維恩        | 陳嘉晞                   |
| 2011 | HORIZON  | 歐家俊            | 柯家怡          | 周安東     | 王崑           | 呂曉嵐 盧譽   | 馮千晏 楊香浚        | 陳晞琳 鍾政軒 譚文迪 | 李文佩                   |
| 2010 | ZEAL     | 陳浩文＃          | 林洛綾          | 勞璟姮     | 呂梓汶         | 陳淑霞 何文樂 | 徐子謙 孫爵榮        | 梁康婷 周路達 湯浩言 | 盧鉅倫                   |

@：於2015年度修憲為創意總監，原為出版及宣傳秘書

＊：署理

＃：於任內辭職

## 外部連結
- 香港大學學生會校園電視 Facebook專頁 （页面存档备份，存于）
- 香港大學學生會校園電視 官方網站 （页面存档备份，存于）
- 香港大學學生會校園電視 YouTube頻道